# Kreuzkirche (Mühlhausen an der Würm)

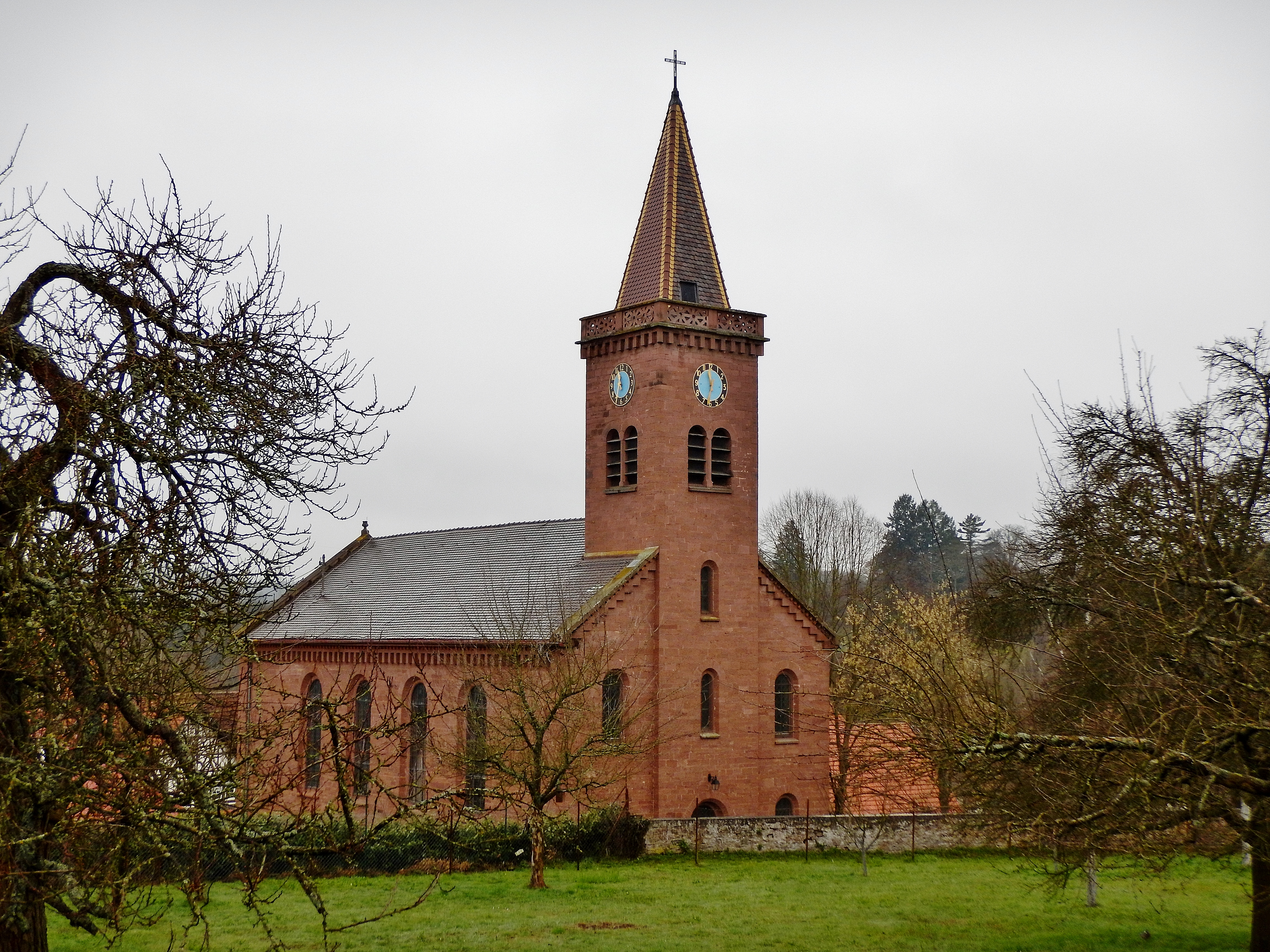
Kreuzkirche in Mühlhausen

Die evangelische Kreuzkirche steht in Mühlhausen, einem Ortsteil der Gemeinde Tiefenbronn im Enzkreis in Baden-Württemberg. Das Bauwerk ist beim Landesamt für Denkmalpflege Baden-Württemberg als Baudenkmal eingetragen. Die Pfarrgemeinde gehört zum Kirchenbezirk Pforzheim-Stadt in der Evangelischen Landeskirche in Baden.

## Beschreibung
Die Saalkirche wurde 1829/30 nach einem Entwurf von Heinrich Hübsch errichtet. Sie besteht aus einem Langhaus und einem in das Langhaus eingestellten Glockenturm im Osten, dessen obere Geschosse den Glockenstuhl und die Turmuhr enthalten. Innerhalb einer Brüstung erhebt sich ein hohes Pyramidendach.